# Windsor y Maidenhead
Windsor y Maidenhead es una autoridad unitaria al oeste de Londres, perteneciente a la región de Sudeste de Inglaterra, Reino Unido. Comprende las siguientes localidades o municipios:
- Broomhall 24 431
- Cheapside 709
- Cookham 5090
- Datchet 4873
- Eton 2277
- Eton Wick 2047
- Fifield 552
- Horton 1141
- Hurley 674
- Maidenhead 66 460
- Windsor 32 184
- Wraysbury 7535[1]